# Carebara arnoldi
Carebara arnoldi é uma espécie de inseto do gênero Carebara, pertencente à família Formicidae.